# Linda Bauld
Linda C. Bauld es una profesora e investigadora miembro del Royal College of Physicians de Edimburgo y presidenta de la Sociedad para la Investigación de la Nicotina y el Tabaco en Europa. Sus investigaciones se centran en políticas de salud pública y el tratamiento de adicciones como el tabaquismo y alcoholismo.

## Carrera
Creció en Canadá y terminó su carrera en 1993 en la Universidad de Toronto. Hizo un doctorado en la Universidad de Edimburgo y fue alumna de postdoctorado en 1997 en la Universidad de Kent. Se unió al departamento de política social de la Universidad de Glasgow y en 1999 creó la primera evaluación de la estrategia de salud para prevenir el tabaquismo creada por el Servicio Nacional de Salud del Reino Unido. En el año 2006 fue nombrada por el gobierno del Reino Unido como asesora científica para el control del tabaquismo, permaneció en el puesto hasta el 2010. Entre sus propuestas evaluó usar incentivos financieros para modificar el comportamiento de los fumadores y realizó campañas para evitar que las personas fumen durante su embarazo.
En el año 2013 lideró la campaña independiente Health First, una estrategia para estudiar, prevenir el alcoholismo y solicitar mayores restricciones en la comercialización de bebidas alcohólicas. En el año 2014 fue nombrada subdirectora del Centro de Estudios del Alcohol y el Tabaco del Reino Unido. Sus investigaciones se centran en formas de evaluar la salud pública y mejorar políticas relacionadas, además ha analizado temas como la obesidad, control del tabaquismo, consumo de drogas, alcohol y las desigualdades en la salud. En el año 2017 demostró en una investigación que las mujeres embarazadas tenían casi dos veces más posibilidades de dejar de fumar si recibían apoyo durante sus primeras citas con el médico.
Otra área de salud pública que Bauld investiga es la obesidad, donde ha observado el sobrepeso en jóvenes y además sugirió que se prohíban anuncios de comida chatarra y más asignación de fondos para mejorar la educación alimentaria. Bauld se unió a la Universidad de Edimburgo en agosto de 2018. Es la Presidenta de Salud Pública en el Instituto Usher y forma parte del consejo asesor científico del proyecto de cigarrillos electrónicos del Gobierno de Canadá.